# ووستوچنی (شهرستان تیندینسکی، استان آمور)
ووستوچنی (به لاتین: Vostochny) یک منطقهٔ مسکونی در روسیه است که در استان آمور واقع شده‌است.